# Libnotes sharva
Libnotes sharva är en tvåvingeart som först beskrevs av Alexander 1965.  Libnotes sharva ingår i släktet Libnotes och familjen småharkrankar. Inga underarter finns listade i Catalogue of Life.